# Srebotje
Srebotje je naselje v Občini Šentilj.